# Apparizione della Vergine a san Lorenzo
L'Apparizione della Vergine a San Lorenzo   è un'opera di El Greco, realizzata nel 1577 durante il suo primo periodo a Toledo.
È una delle più grandi opere dell'intera carriera di El Greco. La sua struttura e lo stile rendono inevitabile l'evocazione di Tiziano e persino di Michelangelo. Si potrebbe anche dire che anticipa il tenebrismo. 

## Descrizione e stile
Il lavoro in oggetto venne commissionato dall'inquisitore Rodrigo de Castro, che fu anche arcivescovo di Siviglia e vescovo di Cuenca e Zamora. È uno dei pochi dipinti religiosi per singoli che El Greco realizzò durante il suo primo soggiorno a Toledo.
San Lorenzo è vestito con una raffinata dalmatica con broccati. Nella sua mano destra tiene la griglia, simbolo del suo martirio. Guarda la Vergine col bambino Gesù, situato in una nuvola e focalizzato da un raggio di luce. Lo sfondo è formato da nuvole con diverse tonalità.
La figura è ampia e inscritta in un triangolo rinascimentale, sebbene troppo allungata. Il pittore usa una pennellata veloce e vigorosa, che mostra tutti i dettagli. Il risultato è una tela bella e molto spirituale, come riflettono gli occhi del santo.